# 坂下町站
坂下町站（日语：／ Sakashitamachi teiryūjō */?）是位於富山縣高岡市坂下町和片原中島町，屬於萬葉線的電車站。本站為前往高岡大佛的最近電車站，故副站名為高岡大佛口。

## 電車站構造
本站是建在共用行車道上的地面車站，並設有2面1線的相對式月台（千鳥式月台）。兩月台之間相隔一個路口。在舉行御車山祭時，所有電車於此站折返。

## 歷史
- 1948年4月10日：富山地方鐵道地鐵高岡（現時：高岡站）至伏木港之間開通，此站啟用。
- 1959年4月1日：轉讓路線給加越能鐵道。
- 2002年4月1日：轉讓路線給萬葉線[2]。
- 2005年11月1日：設定副站名。
- 2024年9月28日：可使用ICOCA及全國通用IC卡付款[3]。

## 使用人數
本站的使用人數如下：
| 1日上落車人次 | 1日上落車人次 |
| 年度          | 1日平均人次   |
| ------------- | ------------- |
| 2011          | 180           |
| 2012          | 185           |
| 2013          | 186           |
| 2014          | 187           |
| 2015          | 178           |
| 2016          | 174           |
| 2017          | 83            |
| 2018          | 71            |
| 2019          | 20            |
| 2020          | 54            |
| 2021          | 60            |
| 2022          | 149           |

## 相鄰電車站
萬葉線
■萬葉線（高岡軌道綫）
片原町－坂下町－急患醫療中心前

## 外部連結
- 萬葉線坂下町站上行 （页面存档备份，存于）及下行 （页面存档备份，存于）時間表（日語）